# Reykholt (oeste da Islândia)
Reykholt é uma localidade na Islândia, com uma população de cerca de 61 habitantes em 2020.